# ジュシエリ・クリスチナ・バレト
ジュシエリ・クリスチナ・シウヴァ・バレト（Juciely Cristina Silva Barreto、女性、1980年12月18日 - ）は、ブラジルのバレーボール選手。ポジションはミドルブロッカー。ブラジル代表。

## 来歴
2010-11シーズンのブラジルスーパーリーガで優勝し、ベストブロッカー賞を受賞した。2011年、ブラジル代表に初選出される。同年のワールドグランプリで銀メダルを獲得した。
2013年のワールドグランプリと南米選手権では金メダルを獲得した。2015年、ワールドグランプリで銅メダルを獲得し、自身もベストミドルブロッカー賞を受賞した。

## 球歴
- ワールドカップ - 2011年（5位）
- 南米選手権 - 2011年（金メダル）、2013年（金メダル）
- ワールドグランプリ - 2011年（2位）、2012年（2位）、2013年（金メダル）、2015年（3位）

## 受賞歴
- 2011年 - ブラジルスーパーリーガ2010-11　ベストブロッカー賞
- 2015年 - ワールドグランプリ　ベストミドルブロッカー賞

## 所属クラブ
- Usipa/Ipatinga（1999-2000年）
- Macaé Sports（2000-2001年）
- Minas Tênis Clube（2001-2003年）
- オザスコ（2003-2004年）
- Brasil Telecom（2004-2007年）
- Minas Tênis Clube（2007-2008年）
- Brusque（2008-2009年）
- São Caetano Esporte Clube（2009-2010年）
- Rio de Janeiro Volêi Clube（2010-）